# Republican
La rivière Republican ((en) Republican River) est une rivière du sud du Nebraska et du nord du Kansas aux États-Unis d'Amérique. Elle forme au confluent avec la rivière Smoky Hill la rivière Kansas. C'est un sous-affluent du Missouri, donc un sous-affluent du Mississippi.

## Cours
La longueur de son cours d'eau est de 716 km.
La rivière débute au confluent entre les deux rivières North Fork Republican et South Fork Republican près de Benkelman, Nebraska. Elle s'écoule généralement vers l'est, au sud du Nebraska, traverse le lac Harlan County avant de se diriger vers le sud et l'État du Kansas. Finalement la rivière rejoint la rivière Smoky Hill à Junction City pour former la rivière Kansas.

## Histoire
Deux crues de la rivière ont marqué l'histoire. En 1902 la rivière déborda près de Concordia, détruisit un barrage et changea de lit de quelques centaines de mètres. En 1935, l'inondation fut dramatique et fit 113 victimes en plus des graves dégâts dans l'agriculture, l'élevage et sur les routes Son cours a été régulé par la construction en 1967 du barrage-réservoir de Milford juste avant la jonction avec Smoky Hill.

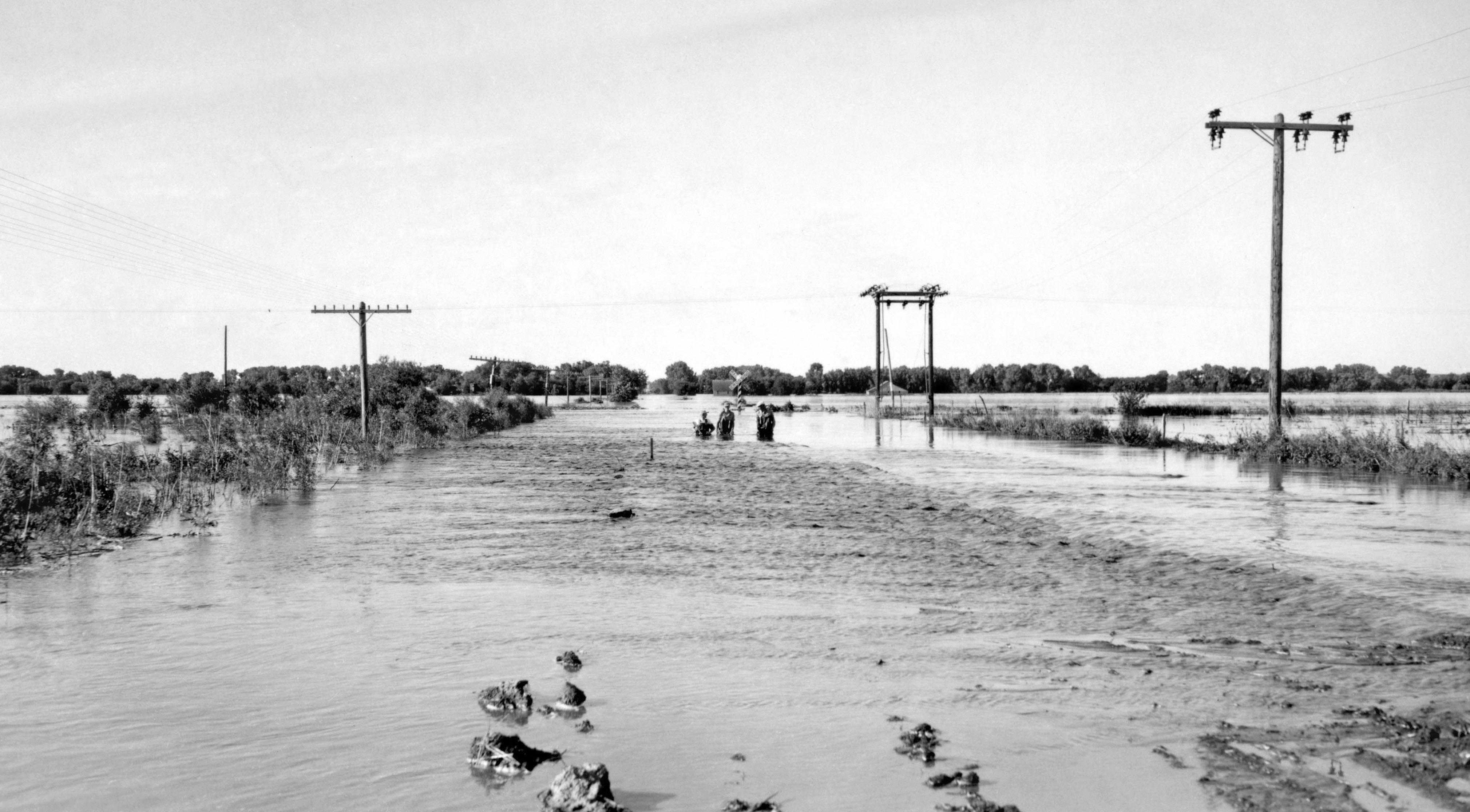